# Roberto Stagno
Roberto Stagno, nome d'arte di Vincenzo Andrioli (Palermo, 18 ottobre 1840, secondo alcune fonti nel 1836 – Genova, 26 aprile 1897), è stato un tenore italiano.

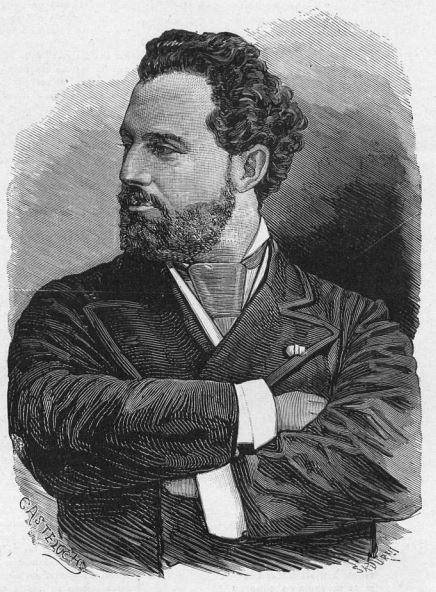
Roberto Stagno

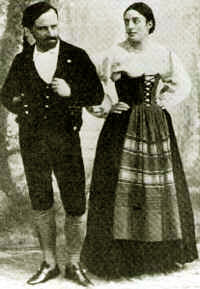
Roberto Stagno nel ruolo di Turiddu e la sua compagna Gemma Bellincioni in quello di Santuzza, nella prima del 1890 a Roma di Cavalleria rusticana.

Divenne un importante interprete delle opere del verismo italiano intorno agli anni 1890, ma poiché possedeva un'agile tecnica belcantistica cantò anche in opere del secolo precedente.

## Biografia
Nacque in una famiglia appartenente alla nobiltà minore siciliana ma si trasferì a Milano per i suoi studi musicali che compì al Conservatorio Giuseppe Verdi. Fece il suo debutto nel teatro dell'opera a Lisbona, in Portogallo nel 1862. La sua carriera ebbe poi una svolta nel 1865 quando venne chiamato a sostituire il celebre tenore Enrico Tamberlik a Madrid in una rappresentazione di Robert le diable. 
Nei 30 anni successivi, Stagno cantò un vasto repertorio in Spagna, Italia, Francia e Russia, raggiungendo la fama di uno dei più grandi tenori europei del suo tempo. 
Stagno era popolare anche in Argentina, dove cantò per la prima volta nel 1879, e cantò anche, per un'intera stagione (1883-84) negli Stati Uniti, a New York al Metropolitan Opera House. Fu letteralmente il primo solista a far ascoltare la propria voce al Met, perché egli interpretò il ruolo di Faust, nella produzione di apertura del teatro, il 22 ottobre 1883, ed il protagonista è, nell'opera di Gounod, il primo a cantare. Purtroppo per Stagno, la durata della sua permanenza sulla piazza newyorchese fu inferiore a quello che avrebbe voluto: il pubblico americano manifestò uno scarso apprezzamento per il marcato e persistente vibrato del cantante, ed egli non venne riconfermato, nelle stagioni seguenti, dalla direzione del Met.
Riprese la sua carriera in Italia e in Sud America dove il suo stile di canto incontrava maggiormente i gusti del pubblico. A Roma, il 17 maggio 1890, lasciò la sua traccia più importante nella storia dell'opera creando il ruolo di Turiddu alla prima rappresentazione dell'opera verista Cavalleria rusticana di Pietro Mascagni. La sua compagna, il soprano Gemma Bellincioni, cantò nel ruolo di Santuzza (si erano incontrati sulla nave mentre si recavano a Buenos Aires nel 1886 con una troupe di cantanti). La loro figlia, Bianca Stagno Bellincioni (1888-1980), fu una cantante e attrice. Nel 1945 pubblicò un'autobiografia nella quale parlava anche dei suoi genitori.
Stagno morì nel 1897 a Genova per problemi renali e cardiaci. È sepolto a Livorno, assieme alla compagna Gemma Bellincioni, nel cimitero di Montenero.
Non sono rimaste registrazioni della sua voce, che fu quella di un tenore lirico-drammatico e si dice che avesse una voce calda e potente con un bel vibrato. Fra i tenori per i quali ci sono giunte delle registrazioni, la sua voce può essere assimilata a quella di Fernando De Lucia (1860-1925). De Lucia, formatosi, come Stagno, alla "vecchia scuola", divenne come lui famoso negli Novanta dell'Ottocento per le sue interpretazioni di ruoli veristici.

## Repertorio
| Ruolo                 | Titolo                              | Autore     |
| --------------------- | ----------------------------------- | ---------- |
| Fra Diavolo           | Fra Diavolo                         | Auber      |
| Florestan Jacquino    | Fidelio                             | Beethoven  |
| Elvino                | La sonnambula                       | Bellini    |
| Pollione              | Norma                               | Bellini    |
| Orombello             | Beatrice di Tenda                   | Bellini    |
| Arturo Talbot         | I puritani                          | Bellini    |
| Don José              | Carmen                              | Bizet      |
| Faust                 | Mefistofele                         | Boito      |
| Fernando              | Il furioso all'isola di San Domingo | Donizetti  |
| Gennaro               | Lucrezia Borgia                     | Donizetti  |
| Edgardo di Ravenswood | Lucia di Lammermoor                 | Donizetti  |
| Poliuto               | Poliuto                             | Donizetti  |
| Fernando              | La favorita                         | Donizetti  |
| Marcello di Bruges    | Il duca d'Alba                      | Donizetti  |
| Carlo                 | Linda di Chamounix                  | Donizetti  |
| Ernesto               | Don Pasquale                        | Donizetti  |
| Alessandro Stradella  | Alessandro Stradella                | Flotow     |
| Lionello              | Martha                              | Flotow     |
| Vito                  | Mala vita                           | Giordano   |
| Faust                 | Faust                               | Gounod     |
| Romeo Montecchi       | Romeo e Giulietta                   | Gounod     |
| Eleazaro Leopoldo     | L'ebrea                             | Halévy     |
| Turiddu               | Cavalleria rusticana                | Mascagni   |
| Fritz Kobus           | L'amico Fritz                       | Mascagni   |
| Silvano               | Silvano                             | Mascagni   |
| Roberto Rambaldo      | Roberto il diavolo                  | Meyerbeer  |
| Raul                  | Gli ugonotti                        | Meyerbeer  |
| Jean de Leyde         | Il profeta                          | Meyerbeer  |
| Corentin              | Dinorah                             | Meyerbeer  |
| Vasco da Gama         | L'africana                          | Meyerbeer  |
| Belmonte              | Il ratto dal serraglio              | Mozart     |
| Don Ottavio           | Don Giovanni                        | Mozart     |
| Faone                 | Saffo                               | Pacini     |
| Lindoro               | Nina, o sia La pazza per amore      | Paisiello  |
| Enzo Grimaldo         | La Gioconda                         | Ponchielli |
| Conte d'Almaviva      | Il barbiere di Siviglia             | Rossini    |
| Otello Rodrigo        | Otello                              | Rossini    |
| Amenofi               | Mosè                                | Rossini    |
| Idreno                | Semiramide                          | Rossini    |
| Arnoldo Melchtal      | Guglielmo Tell                      | Rossini    |
| Lorenzo               | Nozze istriane                      | Smareglia  |
| Guglielmo Meister     | Mignon                              | Thomas     |
| Ernani                | Ernani                              | Verdi      |
| Duca di Mantova       | Rigoletto                           | Verdi      |
| Manrico               | Il trovatore                        | Verdi      |
| Alfredo Germont       | La traviata                         | Verdi      |
| Riccardo              | Un ballo in maschera                | Verdi      |
| Don Carlo             | Don Carlo                           | Verdi      |
| Radamès               | Aida                                | Verdi      |
| Otello                | Otello                              | Verdi      |
| Erik                  | Il vascello fantasma                | Wagner     |
| Lohengrin             | Lohengrin                           | Wagner     |
| Max                   | Il franco cacciatore                | Weber      |